# همسران آمون

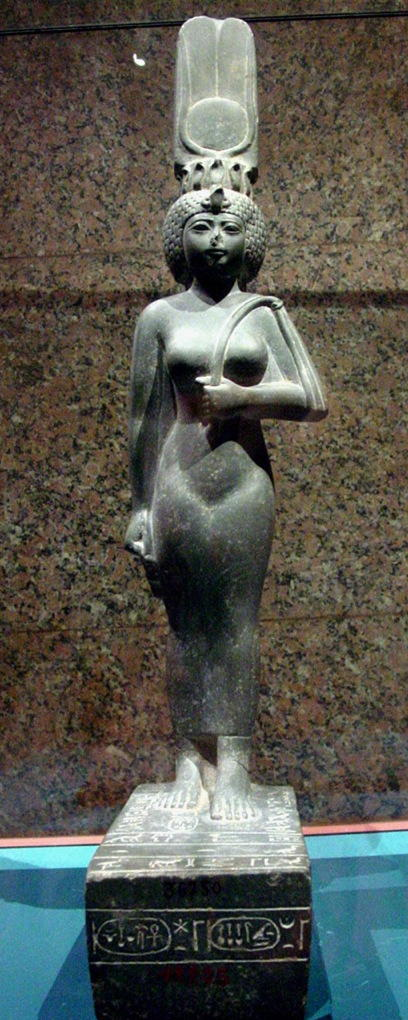
مجسمه‌ی گرانیتی عنخنس‌نفریب‌رع، همسر آمون در دودمان بیست و ششم

همسر خدای آمون (به مصری: ḥm.t nṯr n ỉmn) یا کاهنۀ ارشد فرقه آمون، یک نهاد مذهبی مهم در مصر باستان بود. این فرقه در طول دودمانهای بیست و پنجم و بیست و ششم (حدود ۷۴۰–۵۲۵ پیش از میلاد) در تبس در مصر علیا متمرکز بود. این مقام علاوه بر اهمیت مذهبی، اهمیت سیاسی نیز داشت، زیرا این دو موضوع در مصر باستان ارتباط نزدیکی با هم داشتند. اگرچه این عنوان برای اولین بار در پادشاهی میانه مصر به مشاهده شده است، اما پتانسیل حضور سیاسی-مذهبی آن و پیوند این مقام با سیاست تا ظهور دودمان هجدهم محقق نشد.

## تاریخچۀ همسران آمون

### ظهور و سقوط در دودمان هجدهم:
در آغاز پادشاهی نوین -زمانی که قدرت و اعتبار شدید آن برای اولین بار آشکار شد- عنوان سلطنتی "همسر خدای آمون" توسط زنان سلطنتی (معمولاً همسر پادشاه، اما گاهی اوقات توسط مادر پادشاه) به کار گرفته می‌شد. پادشاهی نوین در سال ۱۵۵۰ پیش از میلاد با شروع سلسله هجدهم، آغاز شد. حاکمان این دودمان بودند که هیکسوس‌ها را از مصر بیرون راندند. شهر اصلی حاکمان دودمان هجدهم، تبس بود که به شهری پیشرو در مصر تبدیل شد. آنها معتقد بودند که خدای محلی آنها، آمون، آنها را در پیروزی‌شان راهنمایی کرده است و این فرقه محلی به دین ملی تبدیل شد. پس از آن بود که تغییراتی در آیین‌ها و اسطوره‌های مصری ایجاد شد.
عنوان «همسر خدای آمون»، «به اسطوره تولد مقدس فرعون اشاره داشت که طبق آن مادرش توسط خدای آمون باردار شده است.» در حالی که این مقام از نظر تئوری، نوعی مقام مذهبی بود، ولی اساساً به عنوان ابزاری سیاسی توسط فرعون برای تضمین «بقای اقتدار حکومت خود بر منطقه تبس و کاهنان معبد آمون» در آنجا به کار گرفته می‌شد. عنوان "همسر آمون" به جای عنوان «همسر بزرگ سلطنتی» که عنوان سلطنتی همسر فرعون بود، استفاده می‌شد. این عنوان جدید حاکی از آن بود که فرعون از بدو تولد، مقام "نیمه‌خدایی" خواهد داشت. پیش از این، فرعون تنها پس از مرگ، نقشی مقدس و خداگونه داشت.
اولین همسر سلطنتی که این عنوان را داشت (با عنوان همسر خدا اشتباه نشود) ملکه احمس-نفرتاری، همسر احمس یکم بود و این رویداد در یک سنگ یادبود در معبد آمون در کارناک ثبت شده است. سپس احمس-نفرتاری این عنوان را به دخترش احمس-مریت‌آمون سپرد که او نیز آن را به حتشپسوت داد که قبل از به تخت نشستن، از آن استفاده می‌کرد.
هم احمس-نفرتاری و هم حتشپسوت گاهی اوقات از این عنوان به عنوان جایگزینی برای «همسر اصلی پادشاه» استفاده می‌کردند، که نشان می‌دهد چقدر این نقش را مهم می‌دانستند. حتشپسوت این عنوان را نیز به دخترش نِفرو رع منتقل کرد. حتشپسوت دختر توتموس اول بود و پس از مرگ پدرش، همسر توتموس دوم شد که برادر ناتنی حتشپسوت بود و از مادری با رده‌ی پایین‌تر از مادر خودش متولد شده بود. به نظر می‌رسد که  حتشپسوت عملاً با او هم‌نسل بوده و تأثیر زیادی بر امور کشور داشته است. آن دو تنها یک فرزند داشتند که از دوران کودکی جان سالم به در برد، دختری به نام نِفِرو رع، که عنوان همسر خدای آمون به او منتقل شد. پس از مرگ شوهرش توتموس دوم، حتشپسوت به عنوان نایب‌السلطنه توتموس سوم منصوب شد. توتموس سوم پسرخوانده و برادرزاده او بود. اندکی پس از آن، حتشپسوت به عنوان فرعون تاجگذاری کرد.
به نظر می‌رسد آمنهوتپ دوم در حالی‌که شاهزاده بود، کسی است که تلاش‌ها برای حذف سوابق و مدارک سلطنت حتشپسوت را آغاز کرد و پس از اینکه به حق خود فرعون شد، این تلاش‌ها را ادامه داد و بسیاری از دستاوردهای او را از آن خود دانست، اما او در این کار ناکام ماند. آمنهوتپ دوم همچنین با جلوگیری از ثبت نام همسرانش و معرفی زنانی که از خاندان سلطنتی نبودند به سلسله نسب سعی در شکستن سنت‌ها داشت، زیرا وارث تعیین‌شده او نادیده گرفته شد. پس از مرگ او، توتموس چهارم از خاندان سلطنتی به عنوان فرعون بعدی انتخاب شد.
قدرت و اعتبار نقش همسر خدای آمون توسط آمنهوتپ دوم بسیار کاهش یافت، مگر اینکه خواهرش، مریت‌آمون، آن را حفظ کرده‌ باشد. زنی که به عنوان دارنده بعدی این مقام ذکر شده است، تیه است. این نام همسر او است که مادر توتمس چهارم بود و ممکن است که پسرش او را به این عنوان منصوب کرده باشد، زیرا پسرش عناوین دیگری به او داده است، با این حال، دختر توتمس چهارم نیز تیه نام داشت.
بعدها در آن سلسله، با تغییرات مذهبی که بر جایگاه فرقه تأثیر گذاشت، این عنوان از محبوبیت افتاد. آمنهوتپ چهارم، که از سال ۱۳۵۳ یا ۱۳۵۱ قبل از میلاد حکومت می‌کرد، در ابتدا از سنت‌های مذهبی پیروی می‌کرد. خیلی زود او دین جدیدی را بنیان نهاد که جایگاه آتون را نه تنها به فرقه غالب، بلکه به عنوان یک فرقه توحیدی ملی ارتقا داد و پرستش دیگر خدایان را محکوم کرد. فرعون نام خود را به آخناتون تغییر داد و دربار خود را به پایتخت جدیدی که عمارنه نام داشت انتقال داد. او و همسر سلطنتی‌اش، نفرتیتی واسطه بین آتون و مردم شدند. پرستش آمون مورد محکومیت و سرکوب قرار گرفت و بسیاری از معابد او تخریب شد و وجود هیچ بتی از او مجاز نبود.
آخرین حاکم سلسله هجدهم، هورم‌هب (۱۳۲۰-۱۲۹۲ پیش از میلاد)، کاهنی آمون را احیا کرد، اما مانع از آن شد که کاهنی آمون جایگاه قدرتمندی را که قبل از انحلال فرقه قدرتمند آخن‌آمون و انتقال پایتخت از شهرشان داشتند، از سر بگیرد. هورم‌هب ارتش را اصلاح کرده و یک زنجیره فرماندهی وفادار در آن ایجاد کرده بود. او با انتصاب کاهنان فرقه آمون از میان رده‌های بالای ارتش مورد اعتماد خود، از هرگونه تلاشی برای برقراری مجدد روابط قدرتمندی که باعث تغییر شدید ایجاد شده توسط آخناتون شده بود، جلوگیری کرد.

### احیای این مقام در طول دودمانهایبیستمتابیست و ششم:
عنوان «همسر خدای آمون» -زمانی که رامسس ششم (1145-1137 پیش از میلاد) این مقام و همچنین عنوان اضافی «پرستشگر مقدس آمون» را به دخترش، ایسِت، اعطا کرد- در طول دودمان بیستم احیا شد،  اقدامات پادشاه، سنتی را آغاز کرد که در آن هر دارنده بعدی این مقام باید «دختر پادشاه باشد و بهتر بود که دوشیزه و مجرد باقی بماند. مقام همسر خدای آمون در اواخر دوره سوم میانی، زمانی که شپنوپت اول، دختر اوسورکن سوم، برای اولین بار به این سمت در تبس منصوب شد، به اوج قدرت سیاسی خود رسید.
1. 1 2  Wilkinson, Toby (2005). The Thames and Hudson Dictionary of Ancient Egypt. Thames & Hudson. ص. ۹۳.